# Басс, Валма
Валма Басс (англ. Valma Bass; род. 12 марта 1974) — сент-китс и невисская и виргинская легкоатлетка, выступавшая в беге на короткие и средние дистанции. Участница летних Олимпийских игр 1996 и 2000 годов.

## Биография
Валма Басс родилась 12 марта 1974 года.
В 1996 году вошла в состав сборной Сент-Китса и Невиса на летних Олимпийских играх в Атланте. В эстафете 4х100 метров сборная Сент-Китса и Невиса, за которую также выступали Бернадет Прентис, Бернис Мортон, и Элрисия Фрэнсис не смогла завершить полуфинальный забег, сойдя с дистанции на четвёртом этапе, на котором бежала Басс. В эстафете 4х400 метров сборная Сент-Китса и Невиса, за которую также выступали Бернадет Прентис, Дайана Фрэнсис и Тамара Уигли, заняла в полуфинале последнее, 7-е место с результатом 3 минуты 35,12 секунды, уступив 8,30 секунды попавшей в финал с 5-го места сборной Чехии и установив рекорд страны.
В 2000 году вошла в состав сборной Сент-Китса и Невиса на летних Олимпийских играх в Сиднее. В беге на 100 метров заняла в 1/8 финала 3-е место с результатом 11,45, в четвертьфинале — 7-е место (11,60), уступив 0,34 секунды попавшей в полуфинал с 4-го места Беверли Макдональд с Ямайки. В беге на 200 метров заняла в 1/8 финала 4-е место с результатом 23,37, в четвертьфинале — последнее, 8-е место (23,57), уступив 0,38 секунды попавшей в полуфинал с 4-го места Фелипе Паласиос из Колумбии. 
В 2001 году участвовала в чемпионате мира в Эдмонтоне. В беге на 100 метров выбыла в 1/8 финала с результатом 11,89.
В том же году добилась лучшего в карьере результата на Центральноамериканских и Карибских чемпионатах: в Гватемале заняла 4-е место в беге на 100 метров (11,62) и 5-е место в беге на 200 метров (23,69).
8 мая 2003 года получила спортивное гражданство Американских Виргинских Островов.
В 2003 году участвовала в чемпионате мира в Париже. В беге на 200 метров выбыла в 1/8 финала с результатом 24,16.
В 2004 году выступала на чемпионате мира в помещении в Будапеште. В беге на 60 метров выбыла в четвертьфинале с результатом 7,53.

## Личные рекорды
- Бег на 100 метров — 11,43 (2000)[6]
- Бег на 200 метров — 23,07 (15 апреля 2000, Батон-Руж)[6][5]
- Бег на 400 метров — 53,38 (18 апреля 1998, Батон-Руж)[6]